# Męska grypa
Męska grypa – wyrażenie, które odnosi się do sytuacji, w której mężczyźni mający przeziębienie, doświadczają i zgłaszają objawy większego nasilenia, podobne do tych występujących podczas grypy. Podczas gdy jest to wyrażenie powszechnie używane jako potocyzm, trwają dyskusje nad jego podstawami naukowymi.

## Kultura popularna
Sondaż internetowy czytelników magazynu Nuts pod koniec 2006 roku wzbudził zainteresowanie tym pojęciem, które zostało skrytykowane jako nienaukowe i niewiarygodne. Sondaż przeprowadzony dla producenta środków przeciwbólowych w 2008 roku sugerował, że taka przesada jest prawdopodobnie równie powszechna u kobiet.
Koncepcja męskiej grypy była źródłem kontrowersji w reklamach, również w Polsce.

## Podstawy naukowe
Badania opublikowane w 2009 zostały odnotowane przez szereg mediów, w tym The Daily Telegraph, jako potwierdzające naukowe podstawy istnienia męskiej grypy. Jednak badanie to nie miało nic wspólnego z grypą (eksperyment był związany z bakteriami, a nie wirusami, infekcjami) i zostało przeprowadzone na  myszach, a nie na ludziach, zatem wyniki mogą nie mieć zastosowania do ludzi.
Według naukowców z Uniwersytetu w Cambridge, czynniki ewolucyjne mogły doprowadzić do tego, że kobiety rozwinęły bardziej rygorystyczny system odpornościowy niż mężczyźni ze względu na różne strategie reprodukcyjne. Ponadto, badania przeprowadzone w 2011 roku na Uniwersytecie w Queensland sugerują, że żeńskie hormony (takie jak estrogeny) pomagają kobietom w walce z infekcjami przed menopauzą, ale ochrona ta zostaje utracona po klimakterium.

### Przegląd medyczny z 2017 roku
W bożonarodzeniowym wydaniu The BMJ z 2017 r. przegląd badań naukowych wykazał, że mężczyźni byli częściej hospitalizowani i wykazywali wyższe wskaźniki zgonów spowodowanych grypą niż kobiety. Przegląd ten sugerował również, że podstawową przyczyną mogą być ewolucyjne hormonalne różnice płci wpływające na układ odpornościowy.
Ponadto wskazano, że chociaż męska grypa jest znana na całym świecie, nie przeprowadzono żadnych badań w celu dokładnego zdefiniowania tego zjawiska – sytuacji, która mogłaby prowadzić do tego, że mężczyźni otrzymywaliby mniej pomocy medycznej, niż faktycznie na to zasługuje ich stan zdrowia.
Pomimo że artykuł w The BMJ został napisany w lekkim tonie – zgodnie z tradycją jego świątecznego wydania – był on jednak w całości oparty na podstawach naukowych.